# Maria Cristina di Borbone-Spagna (infanta di Spagna 1911)
Maria Cristina di Borbone-Spagna (nome completo: Maria Cristina Teresa Alessandra Guadalupe Maria della Concezione Ildefonsa Vittoria Eugenia di Borbone-Spagna; Madrid, 12 dicembre 1911 – Madrid, 23 dicembre 1996) fu infanta di Spagna in quanto figlia del re Alfonso XIII di Spagna e della regina Vittoria Eugenia di Battenberg. Per matrimonio divenne contessa consorte Marone-Cinzano.

## Biografia

### Giovinezza
Maria Cristina di Borbone nacque il 12 dicembre 1911 nel Palazzo Reale di Madrid, seconda figlia femmina del re Alfonso XIII di Spagna e della moglie, la regina Vittoria Eugenia di Battenberg; l'Infanta apparteneva alla dinastia Borbone-Spagna, discendendo per via materna dalla regina Vittoria, dato che la madre era la figlia di Beatrice di Sassonia-Coburgo-Gotha. Maria Cristina aveva quattro fratelli, Alfonso, Giacomo Enrico, Giovanni e Gonzalo, e una sorella, l'Infanta Beatrice. Fu chiamata come la nonna paterna, Maria Cristina d'Asburgo-Teschen, venendo battezzata nella cappella del Palazzo reale, il 23 dicembre 1911. In famiglia era chiamata "Crista".

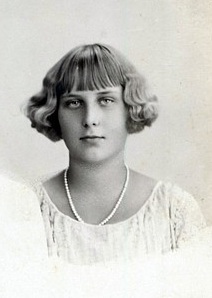
Maria Cristina di Spagna.

Trascorse l'infanzia e l'adolescenza nel Palazzo reale, a Madrid, dove completò gli studi sotto la guida di precettori. Assieme alla sorella Beatrice, imparò a suonare il piano con Carolina Peczenik ed il ballo con Marguerite Vacani, professoressa di danza della futura Elisabetta II e della sorella, la principessa Margaret. Nel 1931 la monarchia spagnola fu abolita e venne proclamata la repubblica, così che la famiglia reale dovette lasciare il paese; Maria Cristina visse prima a Parigi e poi a Roma, dove si trovavano il padre Alfonso XIII e la sorella Beatrice.

### Matrimonio
Il 10 giugno 1940 nella Basilica di San Camillo de Lellis, Maria Cristina sposò Enrico, conte Marone Cinzano. La coppia ebbe quattro figlie: Alfonsa, Giovanna, Maria e Anna.

### Morte
Con la caduta di Franco e l'ascesa del nipote Juan Carlos, Maria Cristina ritornò in Spagna, soggiornandovi in alcuni periodi dell'anno Partecipò alle nozze della pronipote, l'Infanta Elena, nel 1995, che costituito l'ultimo evento pubblico familiare a cui Maria Cristina partecipò. Morì il 23 dicembre 1996 nella Villa Giralda, dimora della cognata, la Contessa di Barcellona, dove si era recata per festeggiare il Natale.
Anche se poteva essere sepolta nel Pantheon dell'Escorial, dove riposano gli Infanti dei Borbone-Spagna, Maria Cristina fu sepolta nella Cappella dei Marone-Cinzano a Torino.

## Discendenza
Maria Cristina ed il marito Enrico Marone Cinzano ebbero quattro figlie:
- Alfonsa Vittoria Eugenia del Pilar Enrica Paola Alberta (Torino, 5 marzo 1941); sposò a Ginevra il 12 gennaio 1961 il marchese José Carlos Álvarez de Toledo y Gross (Malaga, 7 novembre 1929 - Madrid, 19 marzo 2000).
- Giovanna Paola Gabriella (31 gennaio 1943); sposò dapprima Jaime Galobart y Satrústegui nel 1967, da cui divorziò nel 1980, e poi nel 1989 Luis Ángel Sánchez-Merlo y Ruiz;
- María Theresa Beatrice (Losanna, 4 gennaio 1945); sposò nel 1967 il duca José María Ruiz de Arana y Montalvo, da cui divorziò nel 1989;
- Anna Alessandra (Torino, 21 dicembre 1948); sposò nel 1968 Gian Carlo Stavro di Santarosa, da cui divorziò nel 1975 e poi nel 1986 Fernando Schwartz y Girón.

## Ascendenza
|                                    |                    |                                       | Genitori                                   |  |  | Nonni |  |  | Bisnonni                             |  |  | Trisnonni                            |  |
|                                    |                    |                                       |                                            |  |  |       |  |  | Francesco d'Assisi di Borbone-Spagna |  |  | Francesco di Paola di Borbone-Spagna |  |
|                                    |                    |                                       |                                            |  |  |       |  |  | Francesco d'Assisi di Borbone-Spagna |  |  | Francesco di Paola di Borbone-Spagna |  |
|                                    |                    | Luisa Carlotta di Borbone-Due Sicilie |                                            |  |  |       |  |  | Francesco d'Assisi di Borbone-Spagna |  |  |                                      |  |
| Alfonso XII di Spagna              |                    |                                       |                                            |  |  |       |  |  | Francesco d'Assisi di Borbone-Spagna |  |  |                                      |  |
|                                    |                    | Isabella II di Spagna                 | Ferdinando VII di Spagna                   |  |  |       |  |  |                                      |  |  |                                      |  |
|                                    |                    | Isabella II di Spagna                 | Ferdinando VII di Spagna                   |  |  |       |  |  |                                      |  |  |                                      |  |
|                                    |                    | Isabella II di Spagna                 | Maria Cristina di Borbone-Due Sicilie      |  |  |       |  |  |                                      |  |  |                                      |  |
| Alfonso XIII di Spagna             |                    | Isabella II di Spagna                 |                                            |  |  |       |  |  |                                      |  |  |                                      |  |
|                                    |                    | Carlo Ferdinando d'Asburgo-Teschen    | Carlo d'Asburgo-Teschen                    |  |  |       |  |  |                                      |  |  |                                      |  |
|                                    |                    | Carlo Ferdinando d'Asburgo-Teschen    | Carlo d'Asburgo-Teschen                    |  |  |       |  |  |                                      |  |  |                                      |  |
|                                    |                    | Carlo Ferdinando d'Asburgo-Teschen    | Enrichetta di Nassau-Weilburg              |  |  |       |  |  |                                      |  |  |                                      |  |
| Maria Cristina d'Asburgo-Teschen   |                    | Carlo Ferdinando d'Asburgo-Teschen    |                                            |  |  |       |  |  |                                      |  |  |                                      |  |
|                                    |                    | Elisabetta Francesca d'Asburgo-Lorena | Giuseppe Antonio Giovanni d'Asburgo-Lorena |  |  |       |  |  |                                      |  |  |                                      |  |
|                                    |                    | Elisabetta Francesca d'Asburgo-Lorena | Giuseppe Antonio Giovanni d'Asburgo-Lorena |  |  |       |  |  |                                      |  |  |                                      |  |
|                                    |                    | Elisabetta Francesca d'Asburgo-Lorena | Maria Dorotea di Württemberg               |  |  |       |  |  |                                      |  |  |                                      |  |
| Maria Cristina di Borbone-Spagna   |                    | Elisabetta Francesca d'Asburgo-Lorena |                                            |  |  |       |  |  |                                      |  |  |                                      |  |
|                                    | Alessandro d'Assia | Luigi II d'Assia                      |                                            |  |  |       |  |  |                                      |  |  |                                      |  |
|                                    | Alessandro d'Assia | Luigi II d'Assia                      |                                            |  |  |       |  |  |                                      |  |  |                                      |  |
|                                    | Alessandro d'Assia | Guglielmina di Baden                  |                                            |  |  |       |  |  |                                      |  |  |                                      |  |
| Enrico di Battenberg               | Alessandro d'Assia |                                       |                                            |  |  |       |  |  |                                      |  |  |                                      |  |
|                                    |                    | Julia von Hauke                       | Hans Moritz von Hauke                      |  |  |       |  |  |                                      |  |  |                                      |  |
|                                    |                    | Julia von Hauke                       | Hans Moritz von Hauke                      |  |  |       |  |  |                                      |  |  |                                      |  |
|                                    |                    | Julia von Hauke                       | Sophie Lafontaine                          |  |  |       |  |  |                                      |  |  |                                      |  |
| Vittoria Eugenia di Battenberg     |                    | Julia von Hauke                       |                                            |  |  |       |  |  |                                      |  |  |                                      |  |
|                                    |                    | Alberto di Sassonia-Coburgo-Gotha     | Ernesto I di Sassonia-Coburgo-Gotha        |  |  |       |  |  |                                      |  |  |                                      |  |
|                                    |                    | Alberto di Sassonia-Coburgo-Gotha     | Ernesto I di Sassonia-Coburgo-Gotha        |  |  |       |  |  |                                      |  |  |                                      |  |
|                                    |                    | Alberto di Sassonia-Coburgo-Gotha     | Luisa di Sassonia-Gotha-Altenburg          |  |  |       |  |  |                                      |  |  |                                      |  |
| Beatrice di Sassonia-Coburgo-Gotha |                    | Alberto di Sassonia-Coburgo-Gotha     |                                            |  |  |       |  |  |                                      |  |  |                                      |  |
|                                    |                    | Vittoria del Regno Unito              | Edoardo Augusto di Hannover                |  |  |       |  |  |                                      |  |  |                                      |  |
|                                    |                    | Vittoria del Regno Unito              | Edoardo Augusto di Hannover                |  |  |       |  |  |                                      |  |  |                                      |  |
|                                    |                    | Vittoria del Regno Unito              | Vittoria di Sassonia-Coburgo-Saalfeld      |  |  |       |  |  |                                      |  |  |                                      |  |
|                                    |                    | Vittoria del Regno Unito              |                                            |  |  |       |  |  |                                      |  |  |                                      |  |